# Plaza Mayor de Castellón
La plaza Mayor es el lugar más importante de la ciudad de Castellón de la Plana, ya que en ella se encuentran los principales monumentos de la capital. 

## Descripción general
La Plaza Mayor es una céntrica plaza de la ciudad de Castellón. Está situada en uno de los puntos más concurridos de la ciudad, gracias al Mercado Central, Policía Local, Ayuntamiento y la Concatedral de Santa María.

## Historia
Desde el primer momento de la fundación de Castellón, la plaza Mayor, se encontró en la misma localización (aunque con otra disposición de sus componentes.
En el lugar actual del Ayuntamiento, se encontraba el primer cementerio Cristiano, en el centro, donde ahora se encuentra la fuente, se encontraba antiguamente un árbol de Laurel.
Durante las fiestas que se celebraban, fue sede de corridas de toros, mascletás, altar, ofrenda de flores, espectáculos de todo tipo, manifestaciones...

## Localización
La plaza, es un punto neurálgico de la capital de la Plana, ya que en ella se celebran todas las fiestas y actos lúdicos que se celebran en la ciudad. 

## Observaciones
La plaza es totalmente peatonal, permitiéndose únicamente el acceso de los coches oficiales, policía local, camiones de los dueños de locales del mercado y coches fúnebres y de bodas.

### Elementos de interés
- Fuente: la fuente de la plaza Mayor, es un gran icono cultural de la ciudad, teniendo incluso una canción y celebraciones en sus grandes cumpleaños.

### Edificios de interés

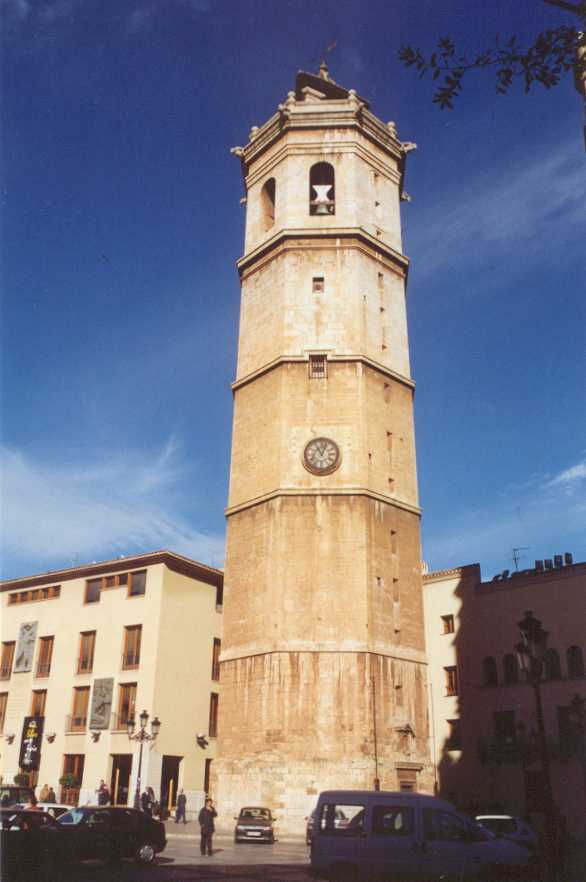
El Fadrí. Hace muchos años el suelo de la plaza era de tierra y los niños subían por este monumento para tocar la campana

- El Fadrí: torre-campanario, exento de la concatedral y propiedad del ayuntamiento.
- Concatedral de Santa María la Mayor: Centro religioso más importante de Castellón.
- Mercado Central: construido en los años 40 del pasado siglo, es de interés su fachada principal y la parte antigua de este.
- Casa Consistorial: el edificio (políticamente hablando) más importante de la ciudad, el edificio color rosa del lado, alberga dependencias de este.

- Datos: Q6079686
- Multimedia: Major Square of Castelló / Q6079686